# Дослидное (Чугуевский район)
Дослидное (укр. Дослідне) — посёлок, 
Чкаловский поселковый совет,
Чугуевский район,
Харьковская область.
Код КОАТУУ — 6325456702. Население по переписи 2001 года составляет 247 (118/129 м/ж) человек.

## Географическое положение
Посёлок Дослидное примыкает к пгт Чкаловское.
Рядом проходят автомобильная дорога Р-07 и
железная дорога, станция Пролесное.

## История
- 1932 — дата основания.

## Экономика
- Граковское опытное поле ННЦ «Институт почвоведения и агрохимии им. А. Н. Соколовского».